# یواس‌اس پینولا (ای‌تی-۳۳)
یواس‌اس پینولا (ای‌تی-۳۳) (به انگلیسی: USS Pinola (AT-33)) یک کشتی است که طول آن ۱۵۶ فوت ۸ اینچ (۴۷٫۷۵ متر) می‌باشد. این کشتی در سال ۱۹۱۹ ساخته شد.